# احمدآباد (بخش مرکزی رفسنجان)
احمدآباد یک روستا در ایران است که در بخش مرکزی شهرستان رفسنجان واقع شده‌است.